# Trofim Gorb
Trofim Sidorowicz Gorb, ros. Трофим Сидорович Горб (ur. ? w stanicy Starominskaja, zm. ?) – kozacki działacz narodowy, ataman 1 Wzorcowego Oddziału Umanskiego Kubańskiego Wojska Kozackiego podczas II wojny światowej.
Był atamanem stanicy Starominskaja. Wybrano go członkiem Kubańskiej Rady Krajowej. Po klęsce wojsk Białych podczas rosyjskiej wojny domowej pozostał w Rosji Sowieckiej. W latach 30. został rozkułaczony. Po zajęciu ziem Kozaków kubańskich przez wojska niemieckie latem 1942 r., podjął kolaborację z okupantami. W połowie stycznia 1943 r. Niemcy mianowali go atamanem 1 Wzorcowego Oddziału Umanskiego Kubańskiego Wojska Kozackiego. Współorganizował odwrót Kozaków kubańskich wraz z wojskami niemieckimi na okupowaną Ukrainę. Dalsze jego losy są nieznane.